# Nanogale fragilis
La nanogale (Nanogale fragilis) è un mammifero estinto, appartenente ai tenrecomorfi. Visse nell'Eocene medio (circa 48 - 40 milioni di anni fa) e i suoi resti fossili sono stati ritrovati in Africa.

## Descrizione
Questo animale è noto solo per una minuscola mandibola fossile, lunga meno di un centimetro. La mandibola possiede alcune caratteristiche insolite, come una fossa coronoide molto concava, circondata lingualmente da uno sperone mandibolare, la cresta endocoronoide. La lamina d'osso tra il processo coronoide e il processo condilare era ridotta a una bassa parete sulla parete laterale della fossa coronoide, e si espandeva leggermente nei pressi del condilo. Questa parte di mandibola richiama superficialmente quella dell'armadillo Dasypus hybridus, ma il resto della mandibola e i denti sono completamente differenti. La formula dentaria inferiore era costituita da tre incisivi, un canino, tre premolari e tre molari; in generale, molari e premolari ricordano molto quelli dei tenrec africani.

## Classificazione
Nanogale fragilis venne descritto per la prima volta nel 2019, sulla base di un singolo fossile rinvenuto nella zona di Black Crow in Namibia; un trattamento acido del calcare ha portato alla luce numerosi resti fossili di piccole dimensioni di vari vertebrati vissuti nell'Eocene medio, tra cui una minuscola mandibola; il proprietario di questa mandibola è il più piccolo mammifero fossile rinvenuto in Africa. Nanogale era un membro dei tenrecomorfi, il gruppo di mammiferi afroteri comprendente gli attuali tenrec e le potamogali. In alcune caratteristiche ricorda i primi, in altre le seconde. in ogni caso, la scoperta di Nanogale ha posto alcuni dubbi sull'omogeneità del clade Afroinsectiphilia, che potrebbe così essere parafiletico o addirittura polifiletico, sempre nell'ambito degli afroteri.